# Voleibol en los Juegos Olímpicos de la Juventud
La disciplina de voleibol se dio inicio en los Juegos Olímpicos de la Juventud en la I edición realizada en Singapur en 2010.
A partir de la II edición se reemplazó por voleibol de playa.

## Torneo masculino

### Ediciones
| Juego         | Sede      |      |           |       |
| ------------- | --------- | ---- | --------- | ----- |
| Singapur 2010 | Singapura | Cuba | Argentina | Rusia |

### Medallero histórico
| Núm. | País      | Oro | Plata | Bronce | Total |
| ---- | --------- | --- | ----- | ------ | ----- |
| 1    | Cuba      | 1   | 0     | 0      | 1     |
| 2    | Argentina | 0   | 1     | 0      | 1     |
| 3    | Rusia     | 0   | 0     | 1      | 1     |
|      | TOTAL     | 1   | 1     | 1      | 3     |

## MVPpor edición
- 2010 –  Wilfredo León

### Medallero histórico
| Núm. | País      | Oro | Plata | Bronce | Total |
| ---- | --------- | --- | ----- | ------ | ----- |
| 1    | Cuba      | 1   | 0     | 0      | 1     |
| 2    | Argentina | 0   | 1     | 0      | 1     |
| 3    | Rusia     | 0   | 0     | 1      | 1     |
|      | TOTAL     | 1   | 1     | 1      | 3     |

## Torneo femenino

### Ediciones
| Juegos        | Sede      |         |                |      |
| ------------- | --------- | ------- | -------------- | ---- |
| Singapur 2010 | Singapura | Bélgica | Estados Unidos | Perú |

### Medallero histórico
| Núm. | País           | Oro | Plata | Bronce | Total |
| ---- | -------------- | --- | ----- | ------ | ----- |
| 1    | Bélgica        | 1   | 0     | 0      | 1     |
| 2    | Estados Unidos | 0   | 1     | 0      | 1     |
| 3    | Perú           | 0   | 0     | 1      | 1     |
|      | TOTAL          | 1   | 1     | 1      | 3     |

## MVPpor edición
- 2010 –  Taylor Simpsons